# Assemblée législative de l'oblast d'Irkoutsk
no 1a, rue Lénine, Irkoutsk
L'assemblée législative de l'oblast d'Irkoutsk (en russe : Законодательное собрание Иркутской области, Zakonodatelnoïe sobranié Irkoutskoï oblasti) est l'assemblée délibérante de l'oblast d'Irkoutsk en Russie. Le parlement est composé de 45 députés élus pour 5 ans au suffrage universel direct. À la suite des dernières élections en 2023, il est dominé par Russie unie.

## Élections

### 2018
| Parti                            | Parti                                | %     | Sièges |
| -------------------------------- | ------------------------------------ | ----- | ------ |
|                                  | KPRF                                 | 33.94 | 18     |
|                                  | Russie unie                          | 27.83 | 17     |
|                                  | LDPR                                 | 15.80 | 4      |
|                                  | Russie juste                         | 9.46  | 3      |
|                                  | Plateforme civique                   | 4.75  | 3      |
|                                  |                                      |       |        |
|                                  | Parti de la liberté et de la justice | 4.84  | 0      |
|                                  | Rodina                               | 1.32  | 0      |
|                                  |                                      |       |        |
| Électeurs inscrits/participation | Électeurs inscrits/participation     | 26,33 |        |

### 2023
| Parti                            | Parti                                | %     | Sièges |
| -------------------------------- | ------------------------------------ | ----- | ------ |
|                                  | Russie unie                          | 54,6  | 35     |
|                                  | KPRF                                 | 15,47 | 4      |
|                                  | LDPR                                 | 9,62  | 2      |
|                                  | Nouvelles personnes                  | 7,34  | 2      |
|                                  | Russie juste                         | 7,06  | 2      |
|                                  |                                      |       |        |
|                                  | Parti de la liberté et de la justice | 1,33  | 0      |
|                                  | Plateforme civique                   | 0,98  | 0      |
|                                  |                                      |       |        |
| Électeurs inscrits/participation | Électeurs inscrits/participation     | 24,22 |        |